# Rhaphuma pseudominuta
Rhaphuma pseudominuta är en skalbaggsart som beskrevs av Judson Linsley Gressitt och Yves Rondon 1970. Rhaphuma pseudominuta ingår i släktet Rhaphuma och familjen långhorningar.
Artens utbredningsområde är:
- Laos.
- Myanmar.

Inga underarter finns listade i Catalogue of Life.